# 문항 반응 이론
심리측정학에서 문항반응이론(영어: item response theory; IRT)은
시험, 설문지를 설계, 분석, 채점하고 인간의 능력, 태도 등을 측정하는 데에 관한 검사이론이다. 잠재적 특성 이론(latent trait theory), 강한 진점수 이론(strong true score theory), 현대 심리검사 이론 (modern mental test theory)이라고도 한다.

## 개요
평가 문항들에 대한 응답에 근거하여, 피험자의 특성(인지 능력, 물리적 능력, 기술, 지식, 태도, 인격 특징 등)이나 평가문항의 난이도, 변별도를 측정하기 위한 검사이론이다. 이 이론의 주된 특징은, 예를 들면 개인의 능력, 문항의 난이도라고 하는 모수를 구할 때, 평가 문항에의 정오(正誤)와 같은 이산적인 결과를 가지고 확률론적으로 접근하려고 하는 점이다.
즉 검사 자료에 수학적 모형들을 적용하는 것이며, 흔히 고전검사이론(CTT,Classical test theory)보다 우수한 것으로 인식되어, 졸업시험 또는 입학시험과 같은 고부담 시험을 개발할 때 선호된다.

## 예
- 검사구성전략(test construction strategies)
- DIF(Differential item functioning)
- 동형검사(Test equating,equivalent test)

## 데이터 수집
문항반응이론에의한 유의미한 데이터 세트의 타당도를 확보하는데 있어서 응답자 수는 문항수의 약10배정도 전후의 대상반응이 요구되는것으로 보고되고있다.

## 수식의 예
{\displaystyle X_{ni}=x\in \{0,1\}}는 예를 들어 {\displaystyle x=1}이 올바른 반응을 나타내고 {\displaystyle x=0}은 주어진 평가 항목에 대한 잘못된 응답. 이분법 데이터에 대한 게오르그 라쉬(Georg Rasch)의 라쉬 모델에서 결과 {\displaystyle X_{ni}=1}의 확률은 다음과 같다.
{\displaystyle \Pr\{X_{ni}=1|\beta ,\delta \}={{e^{{\beta _{n}}-{\delta _{i}}}} \over {1+e^{{\beta _{n}}-{\delta _{i}}}}}}
{\displaystyle e} 상수, {\displaystyle \beta } 응답자의 능력치, {\displaystyle \delta } 문항의 변별도

## 같이 보기
- 심리측정학
- 차별 문항 기능
- 표준화 검사
- 고전 검사 이론
- 라시 모형
- 척도 (사회과학)